# Bromo-DragonFLY
Bromo-dragonFLY – organiczny związek chemiczny, psychodeliczna substancja psychoaktywna, pochodna fenyloetyloaminy o dużej aktywności i bardzo długim czasie działania (około 2–3 dni). Jest agonistą receptorów serotoninowych 5-HT2A i 5-HT2C, przy czym jest związkiem chiralnym, a działanie agonistyczne stereoizomeru o konfiguracji R jest ok. dwukrotnie efektywniejsze niż S. Po raz pierwszy został otrzymany przez Matthew A. Parkera w laboratorium Davida E. Nicholsa w 1998 r. Na czarnym rynku rozprowadzany jest zwykle w postaci nasączonych roztworem kartoników i bywa mylony z LSD.

## Działanie
Efekty działania bromo-dragonFLY, podobnie jak i innych psychodelików, są bardzo indywidualne, zróżnicowane i zależne od wielu czynników (set and setting). Zwykle jednak obejmują poprawę nastroju, efekty wizualne (wzory, fraktale), silne pobudzenie (stymulacja), intensyfikację bodźców zewnętrznych i doznań zmysłowych, napięcie i drżenie mięśni, zaburzenia pamięci krótkotrwałej oraz utrudnienie (lub uniemożliwienie) zaśnięcia.

## Status prawny
W Polsce bromo-dragonFLY nie znajduje się w wykazie substancji nielegalnych. W Szwecji i Danii posiadanie i obrót substancją jest nielegalny. W USA i Australii substancja znajduje się w wykazie substancji kontrolowanych w ramach prawa analogowego.